# Kamma, Myanmar
Kamma är en kommun i Myanmar.   Den ligger i regionen Magwayregionen, i den sydvästra delen av landet, 150 km sydväst om huvudstaden Naypyidaw. Antalet invånare är 71 717.